# Gustav Blaeser

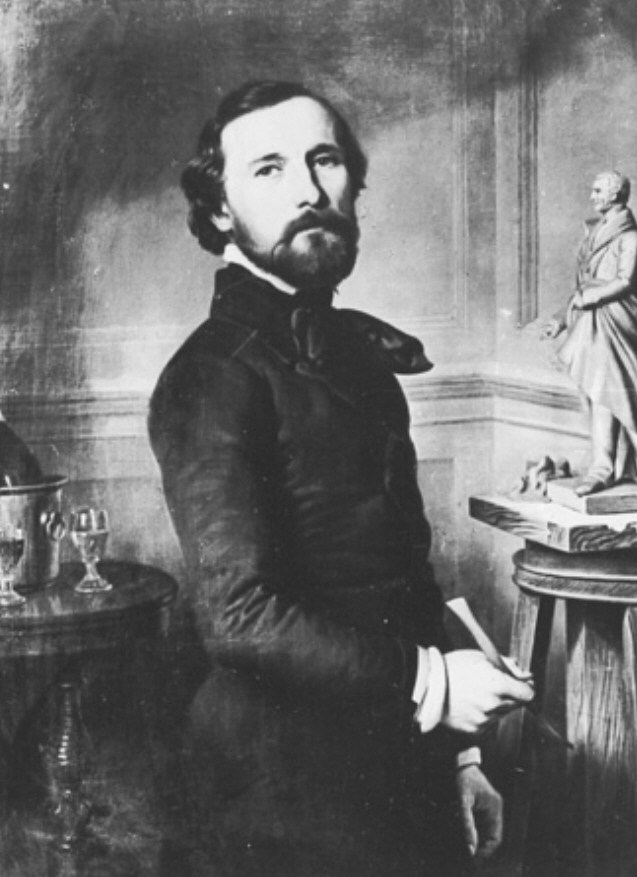
Gustav Blaeser, 1853, Schwarz-Weiß-Abbildung des Gemäldes von Friedrich Keil

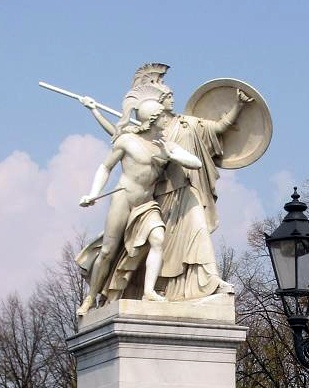
Der unter dem Schutze Pallas Athenes anstürmende Krieger, Schlossbrücke Berlin

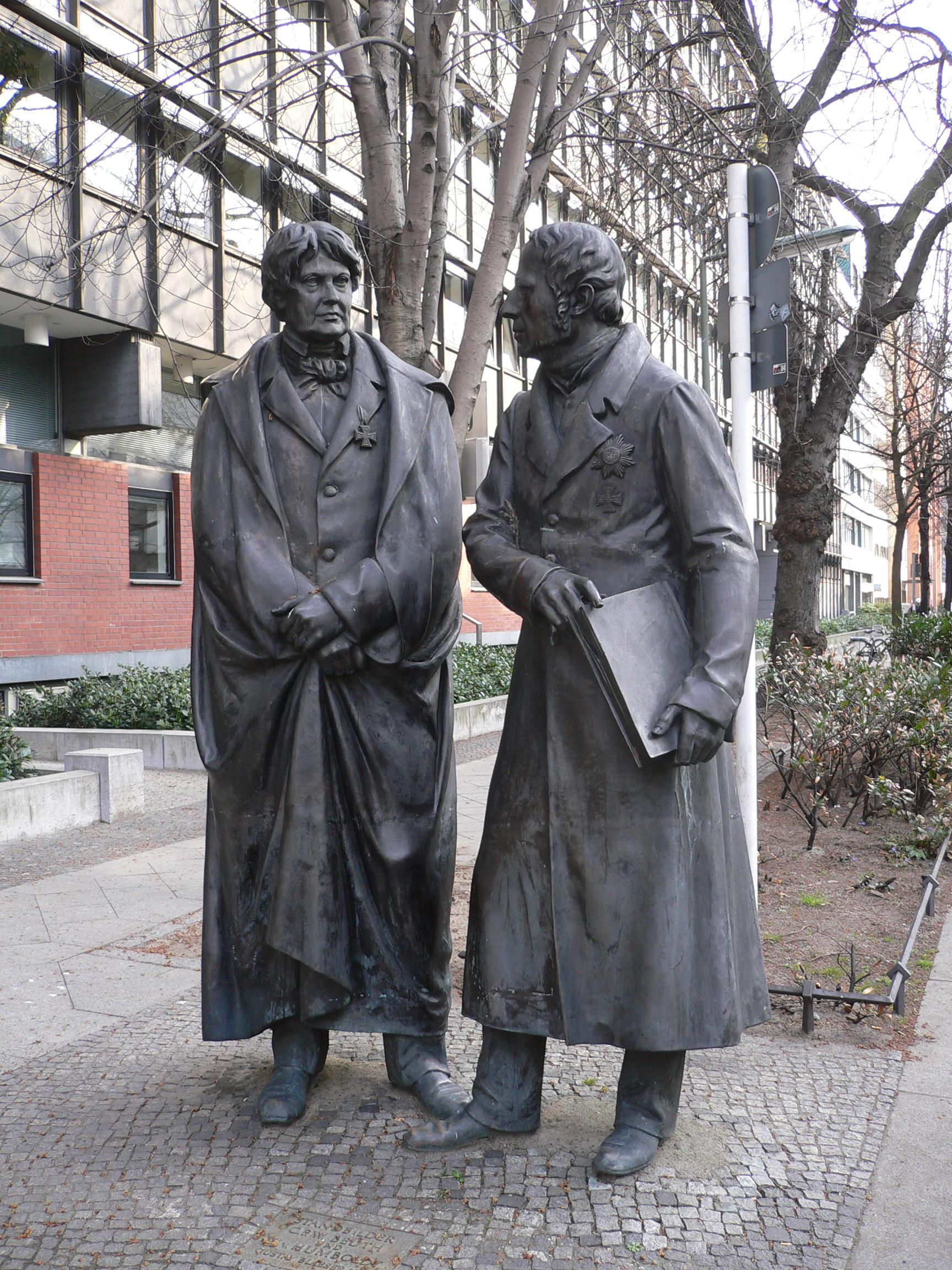
C.P.W. Beuth und W. v. Humboldt, 1878, ursprünglich Teil des Kolossaldenkmals auf dem Heumarkt in Köln; heute in Berlin vor dem Deutschen Institut für Normung

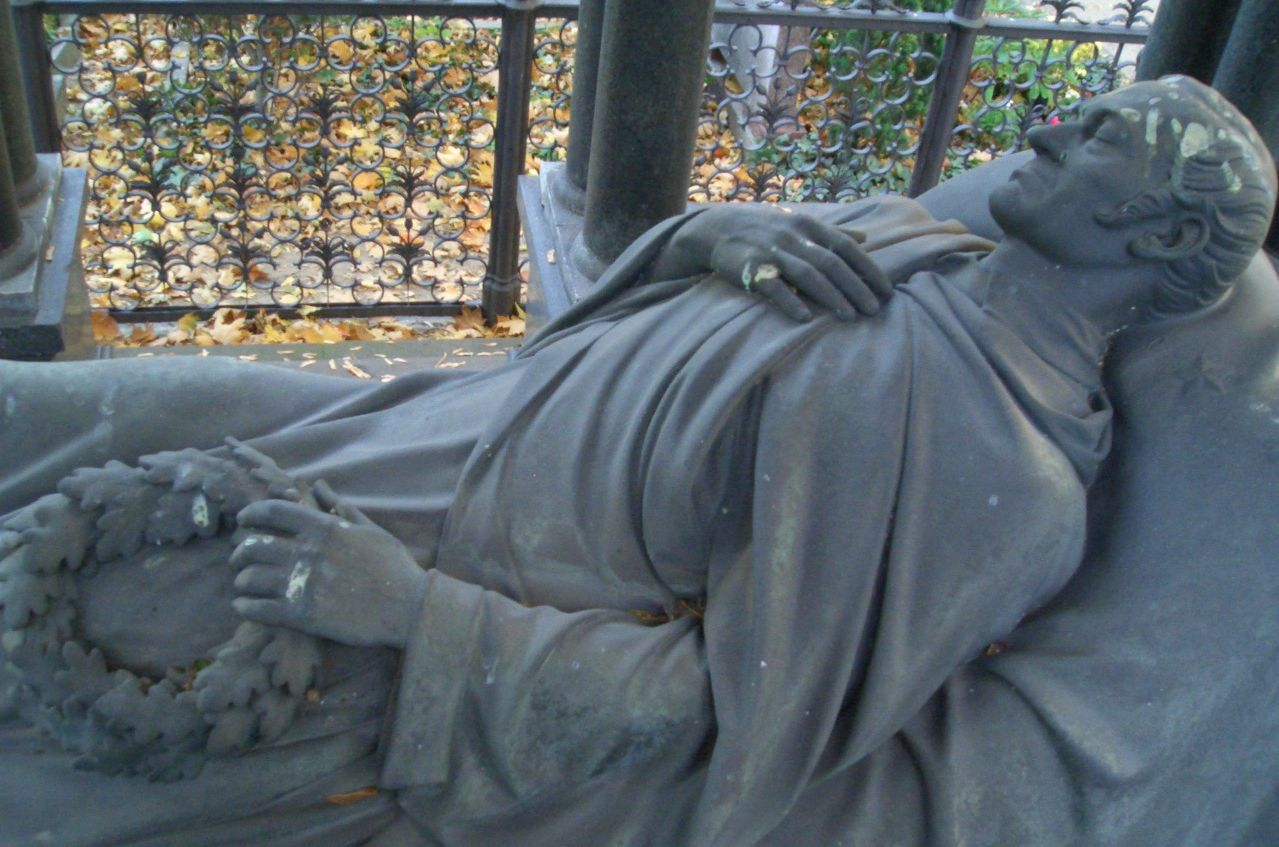
Grabmal Pierre Louis Ravené (Detail)

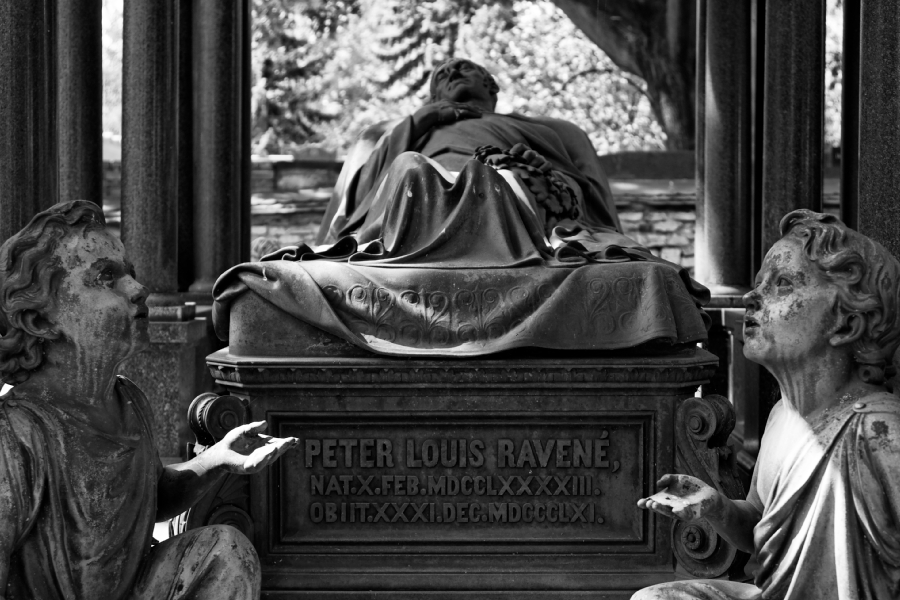
Grabmal von Pierre Louis Ravené

Gustav Hermann Blaeser (auch Bläser) (* 9. Mai 1813 in Düsseldorf; † 20. April 1874 in Cannstatt) war ein preußischer Bildhauer des 19. Jahrhunderts. Blaeser gehörte zur Rauchschule der Berliner Bildhauerschule.

## Leben
Blaeser, älterer Bruder des Malers Julius Blaeser, erhielt seine Ausbildung zwischen 1834 und 1843 im Atelier Christian Daniel Rauchs in Berlin und an der dortigen Akademie der Künste. Hier war er Zeichenschüler von Egidius Mengelberg und Christoph Stephan, der ihn in Holzbildhauerei unterwies. Während der elf Jahre, die er in diesem Atelier arbeitete, war er an allen großen Arbeiten Rauchs beteiligt.
1844/1845 ging er nach Rom, von wo ihn jedoch der Auftrag, eine der acht Schloßbrückengruppen zu modellieren, nach Berlin zurückrief.
Die von ihm 1845 gestaltete Gruppe stellt den Moment dar, wo der Krieger unter dem Schutz Pallas Athenes zum Kampf ausfällt. Sie wird in Meyers Konversations-Lexikon von 1888 als die schönste und in der Komposition vollendetste der Reihe beschrieben und markiert seinen Durchbruch als anerkannter Künstler.
Er lieferte auch zahlreiche Büsten, Porträtstatuetten, Medaillons sowie auch beliebte genreartige Darstellungen; alle diese Werke zeichnen sich durch frische Auffassung der Natur, verbunden mit antikem Formgefühl aus.

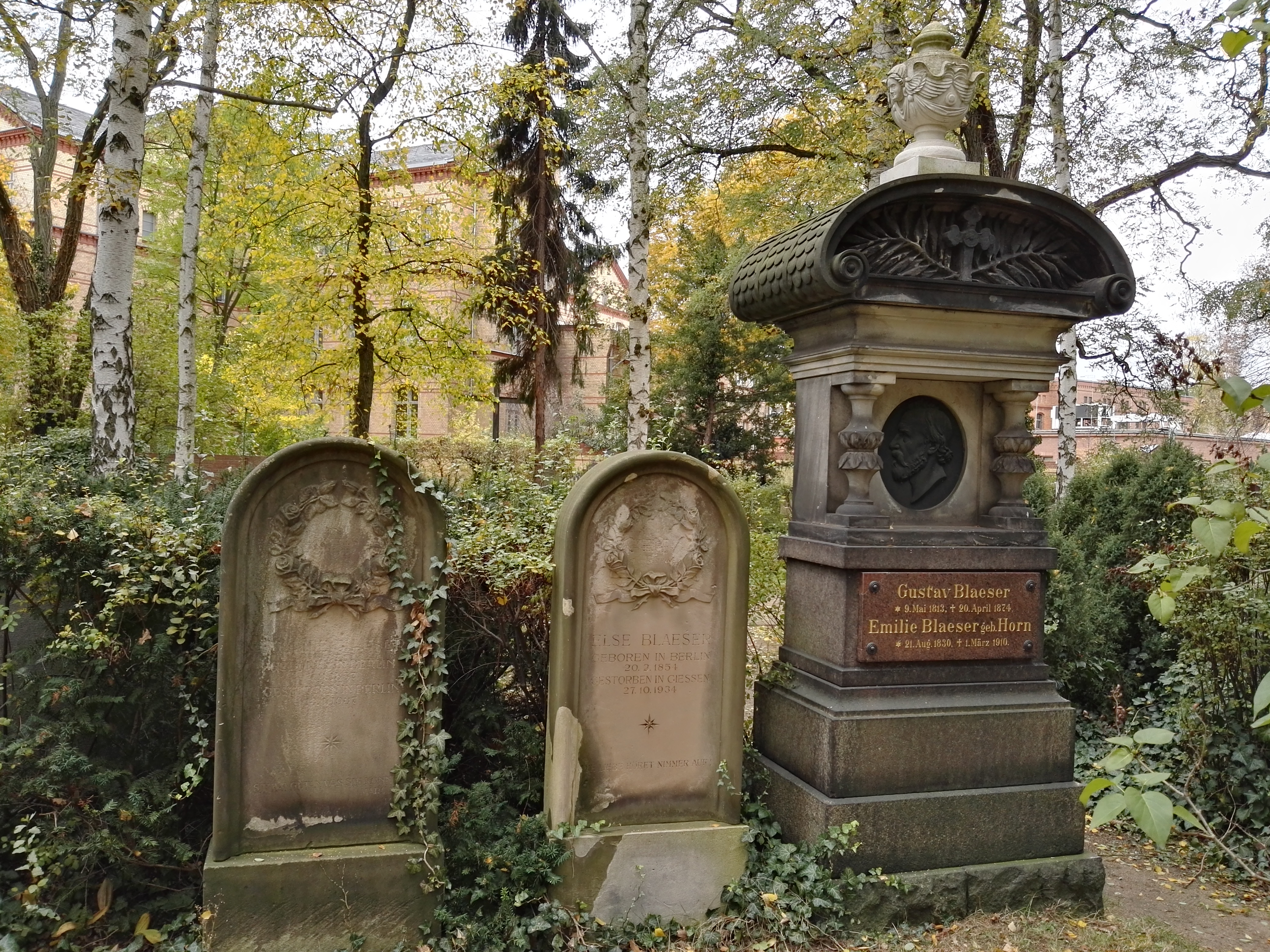
Grabstätte

Gustav Blaeser starb im April 1874 im Alter von 60 Jahren in Cannstatt. Sein erhaltenes Grabmal befindet sich auf dem Friedhof der Dorotheenstädtischen und Friedrichswerderschen Gemeinden in Berlin-Mitte (Grablage: Feld CM-2-41-42).

## Werke
- vor 1848: lebensgroße Bronzefigur eines Schmiedes am Wasserturm der Borsigschen Maschinenbau-Anstalt am Oranienburger Tor in Berlin
- 1850: Malstab für Carl Hilgers, Ebenholz und Mahagoni[3]
- 1853: Denkmal des Bürgermeisters August Wilhelm Francke in Magdeburg, Bronzeguss ausgeführt durch Georg Ferdinand Howaldt
- 1861/1863: Reiterstatue König Friedrich Wilhelm IV. von Preußen für die Dombrücke in Köln
- 1862: Grabmal für Pierre Louis Ravené auf dem Französischen Friedhof in Berlin
- 1869: Denkmal (Büste) zu Ehren von Alexander von Humboldt für den Central Park in New York,[4] ausgeführt von Georg Ferdinand Howaldt
- 1872: Büste Georg Wilhelm Friedrich Hegels am Hegelplatz in Berlin-Mitte
- Standbild Friedrich Wilhelms IV. aus Carraramarmor vor dem Orangerie-Schloss in Potsdam
- Kolossaldenkmal mit bronzener Reiterstatue König Friedrich Wilhelm III. von Preußen auf dem Heumarkt in Köln
Blaeser erlebtet die Vollendung des Denkmals nicht mehr, im Juli 1874 (Vertragsabschluss im August 1874) wurde die Vollendung des Werks den Berliner Bildhauern Alexander Calandrelli und Rudolf Schweinitz übertragen.

sowie undatiert:
- Kolossalstatue des Evangelisten Matthäus für den Dom von Helsinki
- Prophet Daniel für die Schloßkuppel in Berlin
- Borussia für das Neue Museum in Berlin (zerstört)
- Sandsteinfiguren von David, Salomo und Karl dem Großen für das Dreikönigstor an der Friedenskirche in Potsdam
- Hermen in Marmor von Dante, Petrarca, Tasso und Ariost für das Schloss Charlottenhof in Potsdam
- Statue der Gastfreundschaft in der Alten Nationalgalerie in Berlin
- „Der unter dem Schutze Pallas Athenes zum Kampf ausfallende Krieger“ auf der Schloßbrücke in Berlin
- Terrakotta-Reliefs mit Allegorien der Architektur, der Plastik, der Malerei, der Poesie, der Stärke, der Gerechtigkeit, der Mäßigung und der Weisheit am Triumphtor am Fuße des Mühlenbergs in Potsdam